# さるかに合戦

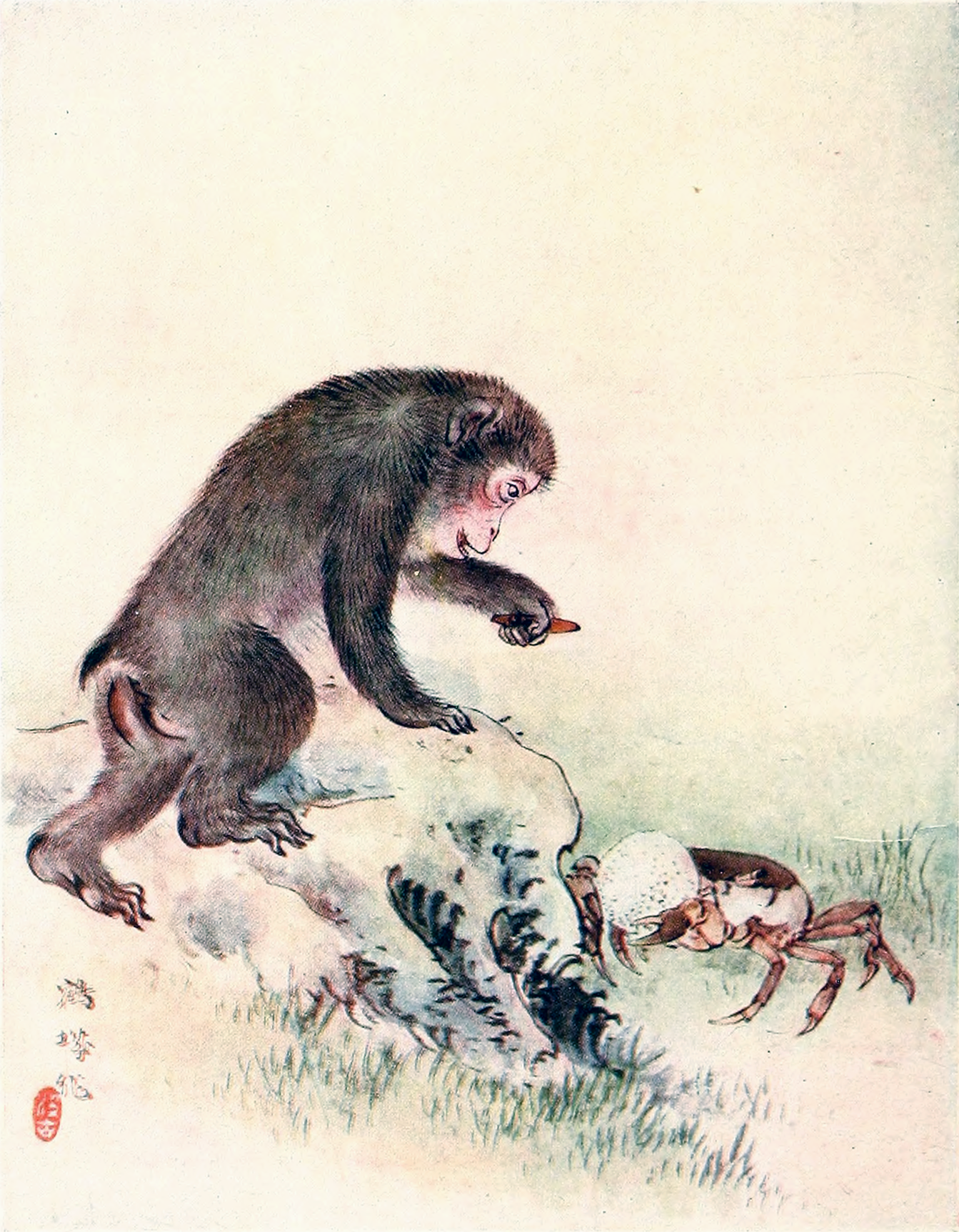
猿と蟹の交換風景

さるかに合戦（さるかにがっせん）は、日本の民話の一つ。
ずる賢い猿が蟹を騙して殺害し、殺された蟹の子供に仕返しされるという話である。
地域や時代によって「さるとかに」、「かにむかし」、「さるかにばなし」、「蟹の仇討ち」などの別名もある。

## あらすじ
蟹がおにぎりを持って歩いていると、ずる賢い猿が、拾った柿の種と交換しようと言ってきた。蟹は最初は嫌がったが、「おにぎりは食べてしまえばそれっきりだが、柿の種を植えれば成長して柿がたくさんなりずっと得する」と猿が言ったので、蟹はおにぎりと柿の種を交換した。

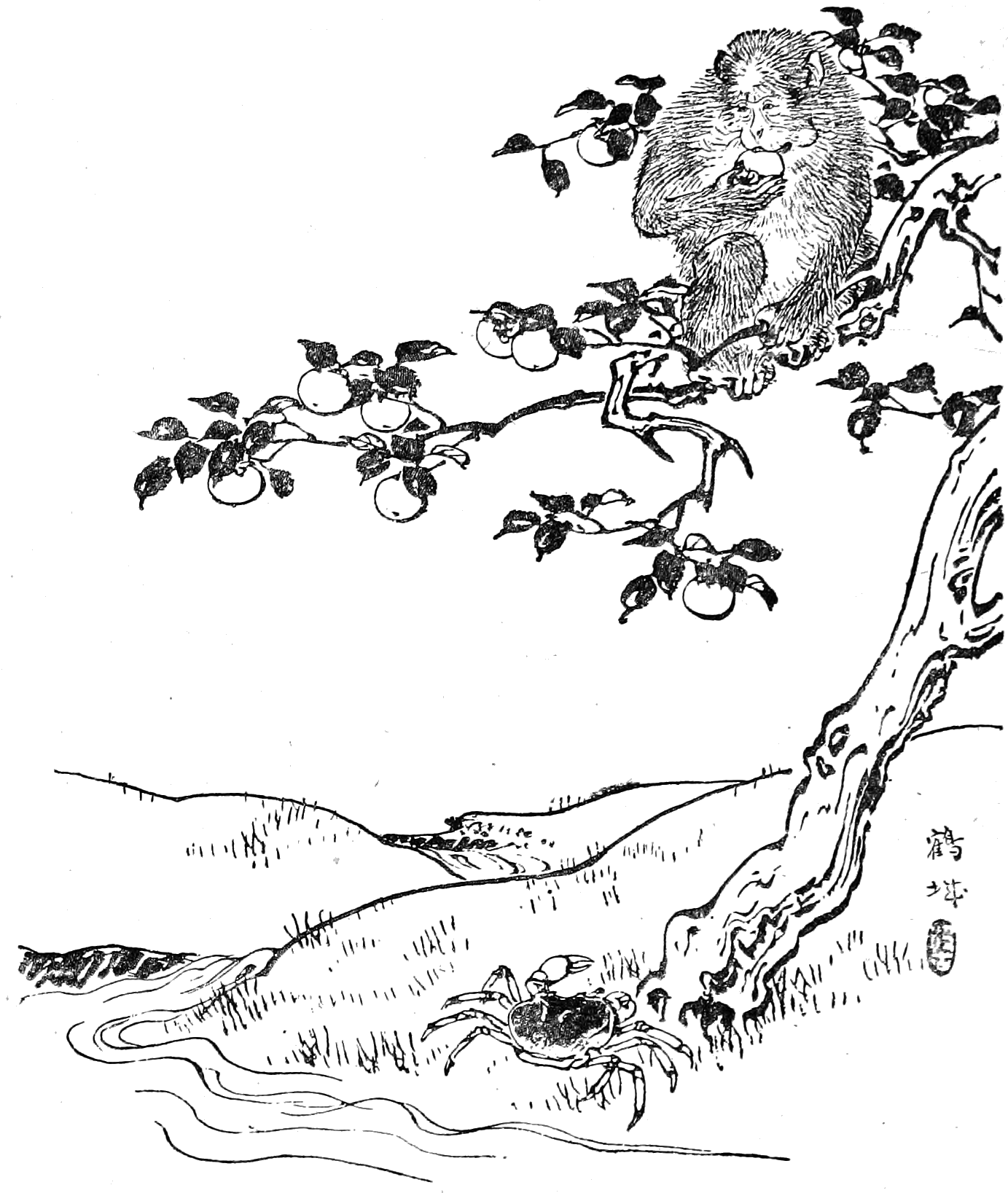
木に登って柿を食べるサル
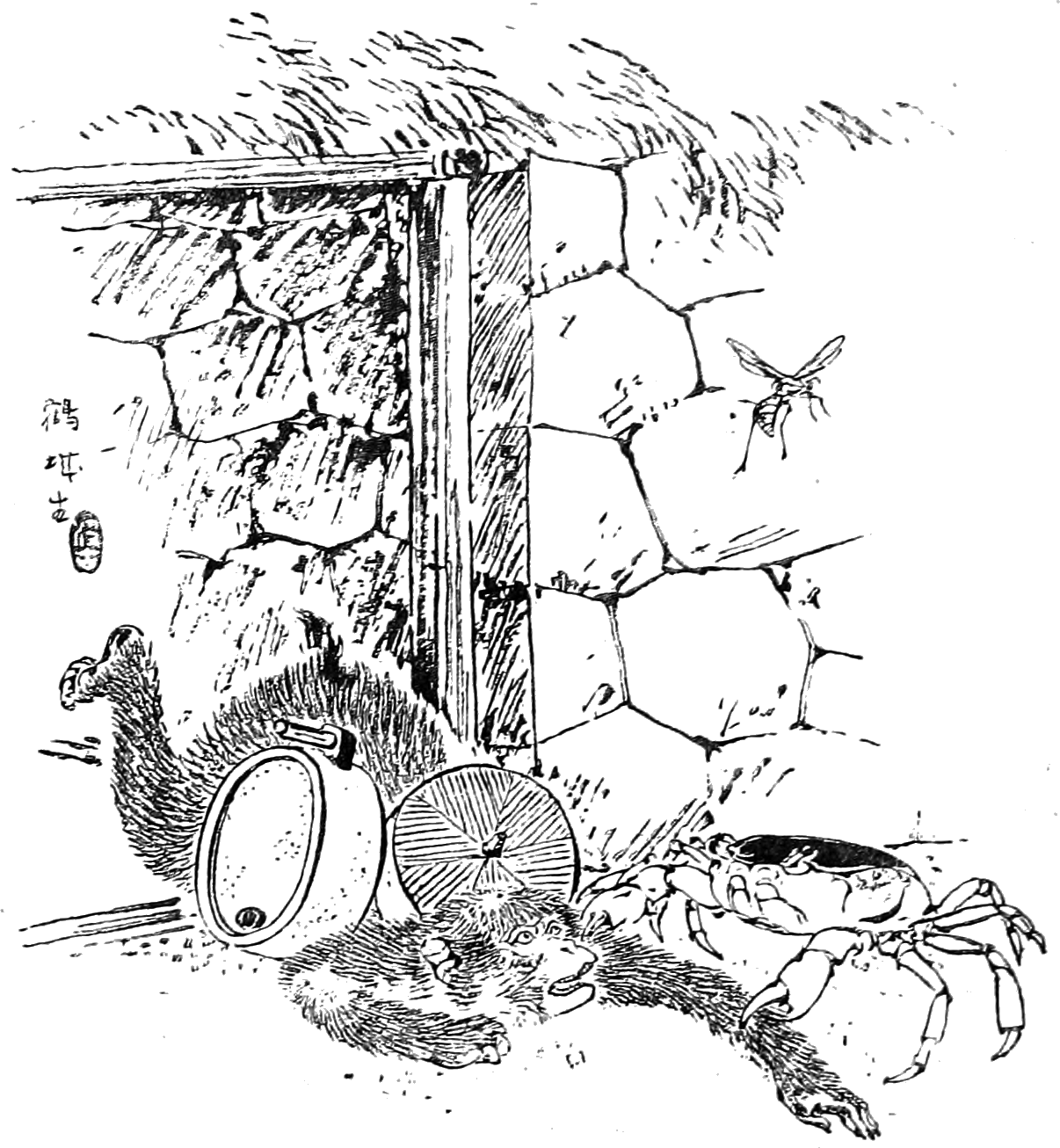
臼に潰されるサル

蟹はさっそく家に帰って「早く芽をだせ柿の種、出さなきゃ鋏でちょん切るぞ」と歌いながらその種を植えた。種が成長して柿がたくさんなると、そこへやって来た猿は、木に登れない蟹の代わりに自分が採ってやると言う。しかし、猿は木に登ったまま自分ばかりが柿の実を食べ、蟹が催促すると、まだ熟していない青くて硬い柿の実を蟹に執拗に投げつけた。硬い柿をぶつけられた蟹はそのショックで子供を産むと死んでしまった。
カンカンに怒った子蟹達は親の敵を討つために、猿の意地悪に困っていた栗と臼と蜂と牛糞を家に呼び寄せて敵討ちを計画する。猿の留守中に家へ忍び寄り、栗は囲炉裏の中に隠れ、蜂は水桶の中に隠れ、牛糞は土間に隠れ、臼は屋根に隠れた。そして猿が家に戻って来て囲炉裏で身体を暖めようとすると、熱々に焼けた栗が体当たりをして猿は火傷を負い、急いで水で冷やそうと水桶に近づくと今度は蜂に刺され、吃驚して家から逃げようとした際に、出入口で待っていた牛の糞に滑り転倒する。最後に屋根から落ちてきた臼に潰されて猿は死に、子蟹達は見事に親の敵を討ったのだった。

江戸時代の『猿蟹合戦絵巻』
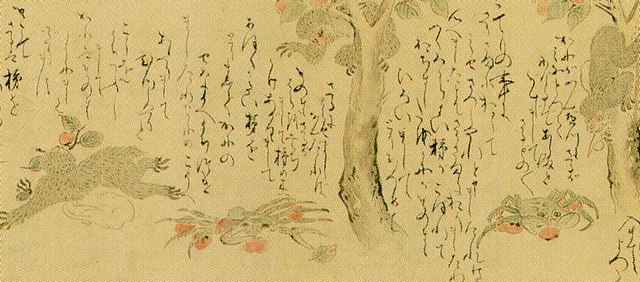
古典の絵巻で「さるかに合戦」としての作品はほかに例がなく、珍しいといわれる。
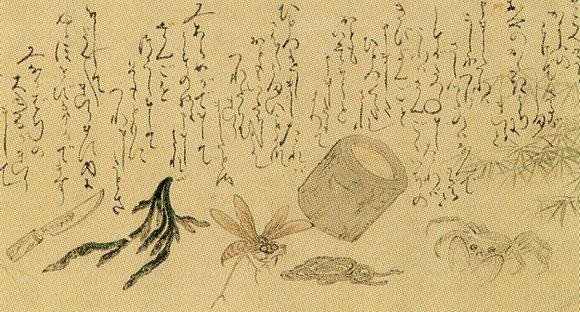
子蟹たちの敵討ちの場面。本作品では臼、蛇、蜂、荒布、包丁が集まっている。

### 解説
題名や内容には、時代や地域による変化が見られる。昭和末期以降には、蟹や猿は死なずに大怪我で済み、反省した猿が蟹たちに謝り和解すると改作されたものが多く出回っている。

## 様々な派生
あらすじは同様だが、題名や登場するキャラクター、細部の内容などに差がある話が各地に伝わっている。
たとえば関西地域では油が登場する。1887年の教科書に掲載された『さるかに合戦』では、クリではなく卵が登場し、爆発することでサルを攻撃するほか、牛糞の代わりに昆布が仲間に加わってサルを滑り転ばせる役割を果たしている。他にも、蜂の代わりに針が登場する地方もある。
近代日本の小説家である芥川龍之介は、子蟹達が親の敵として猿を討った後、逮捕されて死刑に処せられるという短編小説『猿蟹合戦』を書いた。
近年の派生作品としては、パスティーシュを得意とする作家の清水義範が司馬遼太郎の文体を真似た猿蟹合戦のパロディ小説『猿蟹の賦』や、丸谷才一の文体を真似たパロディ評論『猿蟹合戦とは何か』を発表している。漫画家の吉田戦車は、中国の少数民族に伝わる同様の説話「ひよこの仇討ち」と「猿蟹合戦」をヒントにした作品『武侠 さるかに合戦』を描いた。

## 別伝
猿と蟹と柿が登場する別の話として、猿の尻から毛がなくなり、蟹の爪には毛が生えるようになった事の由来話がある。
この話では、木に登り柿を独り占めする猿に向かって、蟹が「柿の籠は枝に掛けると良いんだが」と、わざと聞こえるようにつぶやく。それを真に受けた猿が枝に籠を掛けると、柿の枝は折れやすいので籠は落ちてしまう。蟹は素早く籠を抱えて穴に潜り込み、猿が「柿をくれ」というと、「入っておいで」と取り合わない。怒った猿は「では、穴に糞をひり込んでやる」と穴に尻を近づけ、慌てた蟹は爪でサルの尻を挟んだ。それ以来、猿の尻は真っ赤で毛が無く、蟹の爪には毛が付くようになったとするもの。
同類話には「猿蟹餅競争」や「猿と蟇の餅泥棒」、「猿の夜盗」「馬子の仇討ち」などがある。また、仇討ち型の説話は中国、韓国、モンゴル、アイヌにも見られ、食物をめぐる葛藤話である前半部は、もともと餅争いだったものが柿へ変化し、新しい後半話へと接続されたとも考えられている。
仇討ち型の説話はヨーロッパでもグリム童話の『ブレーメンの音楽隊』系の昔話があり、卵、針、糞、臼などが旅先で知り合い、老婆の家に侵入して狼藉を働くと言う筋書きなどのほか、インドネシアのセラン島などにも類似の展開となる昔話が見られるという。